# Университет Санвей
Университет Санвей (англ. Sunway University) — частное высшее учебное заведение в Малайзии. Университет предлагает подготовительные программы, бакалавриат и магистратуру. Является одним из ведущих университетов Малайзии, который работает совместно с британскими, австралийскими и американскими вузами. 30 % студентов — иностранцы.

## История
- В 1987 году в Малайзии прошёл аккредитацию и начал работать Колледж Санвей. На открытии колледжа присутствовал Султан штата Селангор Дарул Эхсан.
- 12 августа 2004 года Министерство Высшего образования Малайзии даёт разрешение на реформы в Колледже Санвей и он становится Университетским Колледжем.
- 16 декабря 2010 года Санвей получает статус Университета.

## Группа Санвей
Университет Санвей входит в Образовательную Группу Санвей (англ. Sunway Education group), которая также включает в себя 4 Международных колледжа в 4 штатах Малайзии и филиал Университета Монаш (Австралия). Общее число студентов, которые учатся в учреждениях Санвей достигает 16,5 тысяч человек, из которых около 9 тысяч учатся в Университете Санвей. Около 5 тысяч студентов — иностранцы.
Образовательная Группа Санвей входит в крупную корпорацию Санвей, в которую помимо вузов, входят также гостиницы, отели, торговый комплекс, клиника, парки аттракционов, жилой комплекс и центры отдыха.

## Кампус
Университетский кампус занимает территорию в 22 акра. Он был построен в декабре 1992 года. Кампус состоит из административных зданий, учебных корпусов, общежитий, спортивного комплекса и др. На территории всего кампуса установлен беспроводной интернет. Стоимость кампуса составила 120 миллионов Ринггит ($40 млн).
Общежития представляют собой жилой комплекс с современной инфраструктурой, недалеко от общежития множество банков, магазинов и медицинских центров.

## Факультеты

### Факультет бизнеса
Начало обучения в январе, марте и августе. Длительность бакалавриат — 3 года, магистратура — 1,5 года.
Специальности:
- Бухгалтерия и финансы (англ. Accounting & Finance)
- Учения Бизнеса (англ. Business Studies)
- Менеджмент (англ. Business Management)
- Бизнес Администрирование (англ. Business Administration)

### Факультет компьютерных технологий
Факультет Компьютерных технологий тесно сотрудничает в области информационных технологий с Ланкастерским университетом (Англия). На факультете работают 36 высоко квалифицированных преподавателей и сотрудников. Срок обучения: бакалавриат 3 года 4 месяца, магистратура 1,5 года.
Специальности:
- Информационные технологии (англ. Information technologies)
- Компьютерные науки (англ. Computer Sciences)
- Информационные системы (англ. Information systems)

### Факультет искусств и коммуникаций
Кафедра архитектуры и дизайна:
- Графический дизайн и Мультимедиа (англ. Graphic design and Multimedia)
- Дизайн интерьера (англ. Interoir Design)
- Архитектура (англ. Architecture)

Кафедра журналистики
Кафедра коммуникаций

### Факультет естественных наук
Начало обучения в Марте и Августе. Срок обучения 4 года. на данный момент на факультете работает лишь Кафедра Психологии, с 10 преподавателями.

### Факультет туризма и отдыха
Начало обучения в Марте, Июне и Августе. Специальности:
- Международный гостиничный бизнес (англ. International Hospitality Management)
- Туристический Менеджмент (англ. Tourism Management)
- Кулинария (англ. Culinary Arts)
- Управление событиями (англ. Events Management)

## Партнёры
Санвей активно сотрудничает с ведущими университетами разных стран, в особенности с вузами Австралии, Северной Америки и Великобритании.
Партнёры:
- Университет Ланкастер (Англия)
- Университет Манчестера (Англия)
- Университет Монаша (Австралия)
- Университет Виктория (Австралия)
- Университет Западного Мичигана (США)
- Институт инженерно-технический и транспортных коммуникаций (Туркменистан)